# Lúcio Fúlvio Curvo
Lúcio Fúlvio Curvo (em latim: Lucius Fulvius Curvus) foi um político da gente Fúlvia da República Romana, eleito cônsul em 322 a.C. com Quinto Fábio Máximo Ruliano. É o primeiro Fúlvio nos registros da história de Roma e, segundo os relatos, teria sido cônsul em Túsculo no ano da revolta da cidade contra Roma e, ao se aliar os romanos, ocupou a mesma função em Roma e obteve um triunfo sobre seus próprios compatriotas.

## Consulado (322 a.C.)
Lúcio Fúlvio foi eleito cônsul em 322 a.C. com Quinto Fábio Máximo Ruliano. Durante seu mandato, durante a Segunda Guerra Samnita, Aulo Cornélio Cosso Arvina foi nomeado ditador para liderar as campanhas contras os samnitas.

## Mestre da cavalaria (316 a.C.)
Em 316 a.C. foi escolhido para ser mestre da cavalaria (magister equitum) pelo ditador Lúcio Emílio Mamercino Privernato. O ditador foi nomeado para para liderar as operações militares contra os samnitas durante a Segunda Guerra Samnita. Sua campanha levou ao cerco da cidade de Satícula. Nesta luta, foi obrigado a enfrentar um exército que vinha para tentar levantar o cerco ao mesmo tempo que a guarnição da cidade o atacou pela retaguarda. Lúcio Emílio e Lúcio Fúlvio conseguiram repelir o exército libertador, mas não conseguiram tomar a cidade.